# Nadine Gonska
Nadine Gonska (née le 23 janvier 1990 à Duisbourg, en Rhénanie-du-Nord-Westphalie) est une athlète allemande spécialiste des épreuves de sprint.

## Carrière

### Parcours académique
Gonska a étudié l'enseignement primaire à l'université d'éducation de Heidelberg et est professeur à la Graf-von-Oberndorff-Schule à Edingen-Neckarhausen.

### Carrière sportive
Nadine Gonska, qui a grandi à Langenlonsheim, a commencé l'athlétisme à l'âge de 7 ans dans son club d'origine, TV Langenlonsheim. En 2003, elle est passée à MTV Bad Kreuznach. Pendant cette période, elle s'est concentrée sur le saut en longueur. Ce n'est qu'en 2011, lorsqu'elle a déménagé au MTG Mannheim, qu'elle s'est concentrée sur les sprints de 100 et 200 mètres.
En 2012, sa première participation aux championnats d'Allemagne à Bochum-Wattenscheid lui a valu une médaille d'argent dans le relais 4 x 100 mètres du MTG Mannheim. Elle a été suivie en 2013 par une médaille d'or dans le relais 4 x 100 mètres et une médaille de bronze dans le 200 mètres lors des championnats allemands à Ulm. En 2014, elle a de nouveau remporté le relais 4 x 100 mètres avec le MTG Mannheim lors des championnats d'Allemagne, également à Ulm, et a obtenu une deuxième place au 200 mètres.
En 2014, elle a fait partie de l'équipe allemande de relais lors des championnats d'Europe à Zurich, mais est restée sans épreuve. Elle a ensuite participé aux relais mondiaux de l'IAAF en 2015, où elle a fait équipe avec Josefina Elsler, Rebekka Haase et Anne Christina Haack pour remporter une médaille de bronze dans le relais de 4 mètres sur 200.
En 2016, Gonska a remporté une médaille de bronze au 200 mètres et une médaille d'or au relais 4 x 100 mètres, lors des championnats d'Allemagne à Cassel. Elle a pris son premier départ international individuel aux championnats d'Europe à Amsterdam, où elle a atteint les demi-finales au 200 mètres. A cette distance, elle a subi une sortie de round préliminaire aux Jeux olympiques de Rio avec un temps de 23,03 s.
En 2017, Gonska a terminé 3e au 200 mètres aux championnats allemands en salle à Leipzig. À Belgrade, elle a terminé 6e du relais 4 x 400 mètres aux championnats d'Europe en salle. Elle est devenue championne d'Europe par équipe à Lille, dans le nord de la France, où elle a contribué avec une 3e place dans le relais 4 x 400 mètres. Lors des championnats d'Allemagne à Erfurt, elle a remporté une autre médaille de bronze au 200 mètres et la médaille d'or au relais 4 par 100 mètres. Ce faisant, elle a établi un nouveau record de championnat avec ses coéquipières Ricarda Lobe, Alexandra Burghardt et Yasmin Kwadwo.
En 2018, Gonska a été vice-championne du relais 4 x 200 mètres aux championnats allemands en salle à Dortmund. Dans le 400 mètres, elle a remporté le titre et s'est assurée une place aux Championnats du monde en salle à Birmingham. Elle y a réalisé un meilleur temps en salle de 52,77 s dans sa manche préliminaire et s'est ainsi qualifiée pour les demi-finales, où elle a été éliminée. Lors des championnats d'Allemagne à Nuremberg, Gonska a remporté le double or, sur le tour du stade et avec le relais de 4 par 100 mètres.
En 2019, elle a de nouveau remporté le double or ; cette fois aux Championnats allemands en salle à Leipzig avec le relais 4 x 200 mètres et dans le 400 mètres. Lors des championnats d'Europe en salle à Glasgow, Gonska n'a pas réussi à se qualifier pour la finale du 400 mètres. Lors de la manche préliminaire des World Relays à Yokohama, au Japon, elle a établi un record allemand de 3:16,85 min dans le relais mixte de 4 mètres sur 400. En finale, l'équipe de relais a terminé à la 7e place. Elle a remporté un autre titre de championne lors des championnats allemands à Berlin avec le relais 4 par 100 mètres et a terminé 4e au 400 mètres. A Bydgoszcz, elle a été vice-championne d'Europe par équipe, aidée par une cinquième place dans le relais 4 x 400 m.
En 2020, Gonska n'a pas pu défendre son titre en salle, car elle a dû renoncer à participer aux championnats allemands en salle en raison de la mononucléose.

### Affiliations aux clubs et entraîneurs
Gonska participe à la compétition MTG Mannheim depuis 2011 et est entraînée par Rüdiger Harksen. Avant cela, elle était à MTV Bad Kreuznach, qu'elle a rejoint en 2003 à partir de la télévision de Langenlonsheim. Son premier entraîneur a été Thomas Braun.

### Meilleures performances
(à partir du 18 février 2020)

#### Intérieur
| Épreuve   | Marque        | Lieu       | Date            |
| --------- | ------------- | ---------- | --------------- |
| 60 m      | 7 s 28        | Leipzig    | 27 février 2016 |
| 200 m     | 23 s 30       | Karlsruhe  | 22 février 2016 |
| 400 m     | 52 s 77       | Birmingham | 2 mars 2018     |
| Longueur  | 5,71 m        | Karlsruhe  | 14 janvier 2012 |
| 4 x 200 m | 1 min 34 s 89 | Leipzig    | 17 février 2019 |
| 4 x 400 m | 3 min 34 s 60 | Belgrade   | 5 mars 2017     |

#### En extérieur
| Épreuve         | Marque             | Lieu     | Date            |
| --------------- | ------------------ | -------- | --------------- |
| 100 m           | 11 s 36 (+0,5 m/s) | Flieden  | 22 mai 2016     |
|                 | 11 s 21 (+3,4 m/s) | Mannheim | 29 juillet 2016 |
| 200 m           | 22 s 79 (+1,0 m/s) | Mannheim | 29 juillet 2016 |
| 400 m           | 52 s 00            | Mannheim | 24 juin 2018    |
| Longueur        | 6,20 m             | Mannheim | 4 mai 2013      |
| 4 x 100 m       | 42 s 97            | Erfurt   | 9 juillet 2017  |
| 4 x 400 m       | 3 min 26 s 24      | Londres  | 12 août 2017    |
| 4 x 400 m mixte | 3 min 16 s 85      | Yokohama | 11 mai 2019     |

### Palmarès

#### International
| Date | Compétition                             | Lieu       | Place | Course          |
| ---- | --------------------------------------- | ---------- | ----- | --------------- |
| 2015 | Relais mondiaux                         | Nassau     | 3e    | 4 x 200 m       |
| 2016 | Championnats d'Europe                   | Amsterdam  | 12e   | 200 m           |
| 2017 | Championnats d'Europe en salle          | Belgrade   | 6e    | 4 x 400 m       |
| 2017 | Championnats d'Europe par équipes       | Lille      | 3e    | 4 x 400 m       |
| 2017 | Championnats du monde                   | Londres    | 6e    | 4 x 400 m       |
| 2018 | Championnats du monde en salle          | Birmingham | 14e   | 400 m           |
| 2018 | Championnats d'Europe d'athlétisme 2018 | Berlin     | 6e    | 4 x 400 m       |
| 2019 | Relais mondiaux                         | Yokohama   | 7e    | 4 x 400 m mixte |